# District de Streaky Bay
Le district de Streaky Bay (District of Streaky Bay) est une zone d'administration locale située au nord-ouest de la péninsule d'Eyre en Australie-Méridionale en Australie. 
La principale localité de la zone est Streaky Bay qui accueille plus de la moitié des habitants du district.

## Localités
- Streaky Bay
- Baird Bay
- Haslam
- Perlubie Landing
- Poochera
- Sceale Bay
- Wirrulla